# 佐竹雅昭の覇王塾
佐竹・林原の無法塾（さたけ・はやしばらのむほうじゅく）は、文化放送で1993年10月10日から1999年3月まで放送していたバラエティ番組。改題前の『佐竹雅昭の覇王塾』及び『佐竹雅昭の覇王塾F』についても記す。

## 番組概要
文化放送は、1993年下半期番組編成において、前放送番組だった『斉藤一美のとんカツワイド』の放送時間を分離させ、K-1黎明期に参戦しており、当該番組の提供社であるゲーム雑誌「覇王」のイメージキャラクターである空手家の佐竹雅昭（以下、佐竹）をパーソナリティに起用したバラエティ番組を編成。
アシスタントには「覇王」の発刊元である講談社が大株主がである、キングレコードのレコードレーベルであったスターチャイルドで当時専属契約をしていた声優の林原めぐみ（以下、林原）を起用。林原は同局で放送しているアニラジ番組では頻繁にゲストとして出演はしていたが、番組コンセプトがイメージキャラクターの佐竹をメインにした構成であった為、パーソナリティ扱いでは無くアシスタント扱いで、キャッチフレーズを「声優界のウン（運）デレラ」と称されていた。
その為、番組内では林原が当時出演していたアニメ作品やリリースしていた楽曲について、楽曲紹介は行っていたが告知は積極的に行っておらず、あくまでも「覇王」とのタイアップをメインに、特撮映画やゲームオタクである佐竹の知識を開陳しながらコーナーを進行する構成となっており、佐竹がフリートークの中で若年層の世代が発言する様な下ネタを発言することが多々あり、その際には下ネタトークを余り好まない林原が「スルー、スルー」と受け流す事が定番化されていた。また、月刊「覇王」では佐竹の連載コーナーが設けられていたこともあり、当該番組の情報や林原の楽曲リリース情報が誌面に掲載されていた。
1996年上半期の番組改編にて、当該番組のタイトルを『佐竹雅昭の覇王塾F』に改題。『F』の語彙の意味について問われていたが、佐竹はボカして本当の意味をリスナーに開陳する事は無かった。1997年上半期番組改編にて、同年5月に講談社が覇王マガジンの休刊により提供社から外れた事に伴い、番組タイトルを『佐竹・林原の無法塾』に改題。それに伴い、アシスタントであった林原の扱いがパーソナリティに昇格したが、番組構成については特段テコ入れする事は無かった。

## 出演者

### 放送終了時点

#### パーソナリティ
- 佐竹雅昭（空手家）※正道会館所属
- 林原めぐみ[注 4]（声優）

### 過去

#### リポーター
- 岩田まこ都

共にお笑いキング&クィーンのコンビメンバー
- パンチUFO（当時：お笑い芸人）
- 吉田ブキミ

### 放送終了時点
- 日曜 21:00 - 21:30 - 1998年10月 - 1999年3月

### 過去
- 土曜（金曜深夜） 0:00 - 0:30 - 1994年4月16日 - 1996年3月
- 火曜 21:30 - 22:00 - 1997年4月 - 1998年3月
- 土曜 22:30 - 23:00 - 1998年4月 - 1998年9月

## コーナー
- お邪魔します

OPトークパートのふつおた
- 大丈夫My Frend→大丈夫 変Frend

リスナーの身近な友人をネタにした、エピソードトーク
- 煮たものソング

- 塾歌

- モノめぐ

EDトークの最後に林原がお題のモノマネを行いながら、番組を閉める

## ネット局
『無法塾』の放送枠が『文化放送ライオンズナイター』及び『文化放送ホームランナイター』の
中継編成時間に影響される為、3週連続裏送りのみの放送回が存在した
- ラジオ大阪

## 派生作品

### CD
- 覇王咆哮（ユーメックス）TYCY-5517 1996年8月28日